# والنوت شيد (ميزوري)
والنوت شيد (بالإنجليزية: Walnut Shade)‏ هي إحدى المجتمعات الفردية (غير مصنفة) في ولاية ميزوري في الولايات المتحدة الأمريكية.